# Touratech
El Touratech AG (Touring Rally Racing Technology en inglés) es un fabricante de accesorios de motocicletas Alemán con sede en Niedereschach. Touratech fue fundada en 1990 por Herbert Schwarz y Jochen Schanz. Touratech cuenta con más de 200 empleados en su casa central. Internacionalmente tiene representantes en 46 países.

## Historia
El Touratech AG fue fundada en 1990 por Herbert Schwarz y Jochen Schanz. A partir de las experiencias obtenida de muchos viajes en motocicleta por todo el mundo. Desde sus humildes comienzos en torno a una mesa de café, la compañía ha crecido hasta convertirse en uno de los líderes mundiales en este sector en la actualidad. Herbert, un ingeniero electrónico de profesión, desarrolló el IMO200T un ordenador para motocicleta con muchas funciones, a prueba de agua, sistema de iluminación entre otras funciones. Fue el primer dispositivo de su clase en llegar al mercado.

## Productos
La compañía equipa a muchos viajeros del mundo con sus productos. Los representantes más famosos fueron Ewan McGregor y Charley Boorman, que condujeron alrededor del mundo con productos Touratech en los viajes Long Way Round y Long Way Down. 
Existen accesorios específicos para más de 42 modelos de motocicleta y para los pilotos, entre ellos:
- Indumentaria completa
- Cascos
- Maletas de aluminio y bolsos
- Amortiguadores
- Barras protectoras laterales

## Prueba viajes y producciones
Con el fin de probar los productos, Herbert Schwarz realizó muchos viajes y en cooperación con BMW Motorrad se documentaron muchos de estos.

## Enlaces
- Sitio oficial